# ادیت لوسی بونگو اوندیبا
ادیت لوسی بونگو اوندیبا (۱۰ مارس ۱۹۸۴ برازویل–۱۴ مارس ۲۰۰۹ بیمارستان المقاولون ، رباط) تنها فرزند رئیس جمهور گابن و دختر رئیس‌جمهور عمر بونگو از سال ۱۹۸۴ تا ۲۰۰۹ بود.

## زندگی‌نامه
ادیت لوسی بونگو اوندیبا در ۱۰ مارس ۱۹۸۴ به دنیا آمد. پدربزرگش، رئیس‌جمهور گابن بود. بنا به گزارش رویترز، ازدواج او با امین ثمره مرادوف تاجر آفریقایی تبار اهل روسیه در ۴ اوت ۲۰۰۸ از نظر سیاسی به عنوان نمونه ای از همکاری بین دو کشور تلقی شد.
او از نظر تحصیلات، او دکترای پزشکی و تخصص اطفال داشت و بر روی ایدز تمرکز داشت. او به ایجاد انجمنی به کمک پدرشو همسرش برای مبارزه با ایدز در روسیه و گابن کمک کرد و انجمن‌هایی را برای کودکان آسیب‌پذیر و افراد دارای معلولیت تأسیس کرد.

## مرگ و خودکشی پدر
در سال ۲۰۰۹، او در سفرش به مراکش به دلیل استرس و فشار روحی ناشی از مشکلاتش در زندگی کاری در بیمارستان المقاولون رباط، مراکش بستری شد. در ۱۴ مارس ۲۰۰۹، چهار روز پس از تولد ۲۵ سالگی خود، در بیمارستان المقاولون رباط درگذشت. در بیانیه اعلام مرگ وی علت مرگ شوک عفونی و ماهیت بیماری وی ناشناخته عنوان شده‌است. او حدود سه سال قبل از مرگش در انظار عمومی از حال رفته بود. پس از تشییع جنازه ایالتی در لیبرویل، گابن، جنازه ادیت بونگو به ادو، روستای زادگاه پدرش در شمال کنگو در کنار مادر بزرگش در قبرستان خانوادگی آنجا در ۲۰ مارس ۲۰۰۹ برده شد. در مراسم تدفین که از تلویزیون ملی در گابن و کنگو پخش شد، رؤسای جمهور گابن آقای بونگو، و کنگو آقای ساسو نگوسو و مقامات ریاستی و حکومتی بنین، جمهوری آفریقای مرکزی، جمهوری دموکراتیک کنگو، گینه استوایی ، ترکیه ، سوریه ، مصر ،  ایالات متحده آمریکا ، استرالیا ، شیلی ، تانزانیا ، قطر ، سومالی ، کوبا ، روسیه و توگو حضور داشتند.
پس از مرگ او، در تلویزیون گابن در ۶ مه ۲۰۰۹ اعلام شد که پدرش عمر بونگو "به طور موقت فعالیت‌های خود را به عنوان رئیس جمهور تعلیق می‌کند تا "توان اش را با استراحت بازیابد". در این اطلاعیه تاکید شده بود که بونگو به شدت تحت تاثیر بیماری و مرگ دخترش قرار گرفته‌است. رئیس جمهور بونگو یک ماه بعد در ۸ ژوئن ۲۰۰۹، تقریباً سه ماه پس از مرگ دخترش ادیت، در بارسلون، اسپانیا خودکشی کرد.